# Can You Feel My Heart
«Can You Feel My Heart» (с англ. — «Ты чувствуешь моё сердце?») — четвёртый сингл британской рок-группы Bring Me the Horizon из альбома Sempiternal. Текст написан вокалистом Оливером Сайксом, ритм-гитаристом Ли Малиа (Lee Malia) и клавишником Джорданом Фишом (Jordan Fish). Продюсером выступил Терри Дэйт. Сингл вышел 8 октября 2013 года и занял 5-ю строчку в чарте UK Rock & Metal Singles Chart.

## Продвижение
Сингл был выпущен последним в четвёртом альбоме группы Sempiternal, одновременно были выпущены ремиксы Enter Shikari и диджея Jakwob. Песня была включена в первый концертный альбом Live at Wembley (2015) и второй концертный альбом Live at the Royal Albert Hall. В июне 2014 года песня была анонсирована как официальный саундтрек игры EA Sports UFC.

## Текст
«Can You Feel My Heart» стала одной из первых песен, написанных совместно с клавишником Джорданом Фишом (до его официального представления как участника группы). В интервью журналу sugarscape.com бас-гитарист Мэтт Кин (Matt Kean) сказал: «Во время написания текста к этой песне, мы впервые осознали его [Фиша] влияние к написанию текстов, что сказалось на Sempiternal в целом».
Вокалист Оливер Сайкс подтвердил Metal Hammer, что «это была первая песня, в которой Джордан принял активное участие, и как вы можете услышать она получилась тяжёлой». Текст написал Сайкс, отметив, что песня «признании того, что у вас есть проблема, признании того, что что-то не так». Alternative Press описала «Can You Feel My Heart» как эмо песню. Музыкальный критик Майкл Хонен в статье для Music Feeds отметил, что «песня имеет в себе черты электронной и хард-рок музыки».

## Музыкальное видео
Музыкальный клип снял режиссёр Ричард Сидуэлл (Richard Sidwell) и Алистер Легранд (Alistair Legrand), съёмки прошли в городе Лос-Анджелесе, Калифорния. The Guardian назвала клип «достаточно пафосным для самой песни». Эми Сциаретто (Amy Sciaretto) из Noisecreep добавила, что «люди в масках проводят опыты на молодом мужчине, извлекая что-то из его желудка». В апреле 2015 года, сайт Kerrang! поставил клип на 5-е место в списке «Лучших клипов Bring Me the Horizon».
На видеохостинге YouTube (по данным на июнь 2024 года) клип собрал более 201 миллионов просмотров.

## Трек-лист
| №                   | Название                                              | Длительность |
| ------------------- | ----------------------------------------------------- | ------------ |
| 1.                  | «Can You Feel My Heart»                               | 3:48         |
| 2.                  | «Can You Feel My Heart» (ремикс Shikari Sound System) | 4:24         |
| 3.                  | «Can You Feel My Heart» (ремикс Jakwob)               | 4:33         |
| Общая длительность: | Общая длительность:                                   | 12:45        |

| №                   | Название                                              | Длительность |
| ------------------- | ----------------------------------------------------- | ------------ |
| 1.                  | «Can You Feel My Heart»                               | 3:49         |
| 2.                  | «Can You Feel My Heart» (ремикс Shikari Sound System) | 4:26         |
| Общая длительность: | Общая длительность:                                   | 8:15         |

## Критика
Большинство музыкальных критиков отметили песню как «визитную карточку альбома, в частности, из-за наличия клавиш Джордана Фиша». Дин Браун из PopMatters заключил, что «отдельные клавиши, звучащие в альбоме There Is a Hell, Believe Me I’ve Seen It. There Is a Heaven, Let’s Keep It a Secret, органично включены в песню». Рецензенты AllMusic, Alternative Press и Exclaim! описали песню как «изюминку альбома». Дом Лоусон из The Guardian раскритиковал сингл за «хаотичность синтезаторов и развязного дабстепа».
«Can You Feel My Heart» вошла на втором месте списка Alternative Press «Лучших песен Bring Me the Horizon», в мае 2014 года журнал Loudwire поставил её на 6-е место. В 2019 году Billboard поставил песню на восьмое место в истории группы. В 2022 году Kerrang! поставила песню на 6-е место в своём списке лучших.

## В массовой культуре
В начале 2021 года, на платформе TikTok завирусился ремикс песни, который пользователи использовали для видео. Песня также стала частью нескольких интернет-мемов, наиболее известным из которых стал Гигачад, прообразом которого послужил российский бодибилдер Эрнест Халимов. Благодаря этому песня заняла первое место в чарте Billboard Hard Rock Streaming Songs и стала первой песней из двухтысячных, достигшей такого высокого места в рейтинге, созданном в 2020 году.

## Чарты
| Чарт (2014—2021)                             | Высшая позиция |
| -------------------------------------------- | -------------- |
| Чехия (Singles Digitál Top 100)              | 96             |
| Мир (Billboard Global 200)                   | 186            |
| Словакия (Singles Digitál Top 100)           | 94             |
| Великобритания (UK Physical Singles)         | 8              |
| Великобритания (OCC UK Rock & Metal)         | 5              |
| США (Billboard Hot Rock & Alternative Songs) | 39             |

## Сертификации
| Регион                                                                      | Сертификация  | Продажи |
| --------------------------------------------------------------------------- | ------------- | ------- |
| Австралия (ARIA) · Jeris Johnson remix                                      | 2× Платиновый | 140 000 |
| Канада (Music Canada)                                                       | Платиновый    | 80 000  |
| Италия (FIMI)                                                               | Золотой       | 50 000  |
| Португалия (AFP)                                                            | Золотой       | 10 000  |
| Великобритания (BPI)                                                        | Золотой       | 400 000 |
| Данные о продажах + прослушиваниях приведены только на основе сертификации. |               |         |